# Froodita
La froodita és un mineral de la classe dels sulfurs. El seu nom prové del nom de la seva localitat tipus; el mineral tipus es troba a la Universitat de Hardvard. És un bismutur.

## Classificació
Segons la classificació de Nickel-Strunz, la froodita pertany a «2.AC.45a": Aliatges de metal·loides amb PGE» juntament amb els següents minerals: atheneïta, vincentita, arsenopal·ladinita, mertieita-II, stillwaterita, visomertieita, mertieita-I, miessiita, palarstanur, estibiopaladinita, menshikovita, majakita, paladoarseniat, paladobismutarseniat, paladodymita, rhodarseniat, naldrettita, polkanovita, genkinita, ungavaita, polarita, borishanskiïta i iridarsenita.

## Característiques
La froodita és un mineral de fórmula química α-PdBi₂. Cristal·litza en el sistema monoclínic. La seva duresa a l'escala de Mohs és 2,5.

## Jaciments
S'ha descrit a tots els continents tret d'Amèrica del Sud i Oceania.